# Miriam Van hee
Compléments
Koninklijke Academie voor Nederlandse Taal- en Letterkunde
Miriam Van Hee, née le 16 août 1952 à Gand, est une poétesse belge d'expression néerlandaise.

## Biographie
Après des études de slavistique à l'université de Gand, Miriam Van Hee exerce le métier de professeur et traductrice de russe. Elle travaille notamment au Hoger Instituut voor Vertalers en Tolken (Institut supérieur de traducteurs et interprètes) d'Anvers.
Elle vit actuellement à Gand et dans les Cévennes françaises.
Elle est régulièrement invitée dans des festivals internationaux de littérature : Rotterdam, San Francisco (Other Words), Brême (Poetry on the Road), à l'été poétique de Watou (Watou poëziezomer), à Druskininkai (Lituanie) et à Moscou. Elle a également été invitée à faire des conférences et à lire ses poèmes en Afrique du Sud, à Montréal, Paris, Berlin, Dublin et Tbilissi.
En novembre 2011, elle bénéficie d'une résidence d'artiste à la Villa Decius de Cracovie et participe au festival international de littérature Joseph Conrad.

## Publications
Traductions françaises de ses poèmes en néerlandais
- Le Lien entre les jours (traduction d’Étienne Reunis), Le Castor astral, 2000  (ISBN 978-2-8592-0411-2)
- La Cueillette des mûres, édition bilingue français-néerlandais, texte français de Philippe Noble, Le Castor astral, 2006  (ISBN 978-2-8592-0683-3)
- Entre bord et quai, traduit du néerlandais (Belgique) par Philippe Noble, éd. Cheyne, 2023  (ISBN 978-2-84116-333-5)

Œuvres originales (en néerlandais)
- Binnenkamers en andere gedichten 1977-1980, Masereelfond, 1980  (ISBN 978-90-6417-030-0)
- Ingesneeuwd, De Bezige Bij, 1984.
- Winterhard, De Bezige Bij, 1988
- Reisgeld : Gedichten, De Bezige Bij, 1992  (ISBN 978-90-234-4710-8)
- Achter de bergen (Derrière les montagnes), De Bezige Bij, 1996  (ISBN 978-90-234-4756-6)
- Het verband tussen de dagen : gedichten 1978-1996 (Le lien entre les jours : poèmes 1978-1996), De Bezige Bij,  (ISBN 978-90-234-4820-4)
- De bramenpluk (La cueillette des mûres), De Bezige Bij, 2002  (ISBN 978-90-234-0114-8)
- Buitenland (À l'étranger), De Bezige Bij, 2007  (ISBN 978-90-234-2604-2)
- Voor wie de tijd verstrijkt, De Bezige Bij, 2022  (ISBN 9789403183619)

Traductions du russe en néerlandais
Miriam Van Hee a notamment traduit des textes de Brodsky, Mandelstam et Akhmatova.

## Prix et distinctions
- 1998 : prix de littérature de la communauté flamande[6]
- 2008 : prix Herman de Coninck pour Buitenland
- 2024 : Prix Max Jacob "étranger" pour Entre bord et quai[8]